# Europeiskt medborgarinitiativ

Europeiska flaggan

Ett europeiskt medborgarinitiativ är ett sätt för unionsmedborgare i Europeiska unionen (EU) att påverka Europeiska kommissionen sedan den 1 april 2012. Initiativet möjliggör för minst en miljon medborgare att gå samman för att begära att kommissionen ska lägga fram ett förslag inom ett av EU:s befogenhetsområden. Detta gör att medborgarna får samma möjlighet som Europaparlamentet och rådet att kräva lagstiftningsförslag från kommissionen. Kommissionen är dock aldrig förpliktad att lägga fram ett förslag. Medborgarinitiativet infördes genom Lissabonfördraget den 1 december 2009 och syftar till att öka medborgarnas direktdemokratiska inflytande i unionens politiska liv. Enligt fördraget om Europeiska unionens funktionssätt ska Europaparlamentet och rådet fastställa närmare bestämmelser om medborgarinitiativet genom en förordning, vilket antogs den 16 februari 2011. En ny förordning infördes antogs i april 2019 . Medborgarinitiativet kompletterar medborgarnas rättigheter att framställa petitioner till Europaparlamentet och klaga hos Europeiska ombudsmannen som infördes redan genom fördraget om Europeiska unionen 1993.

## Historia

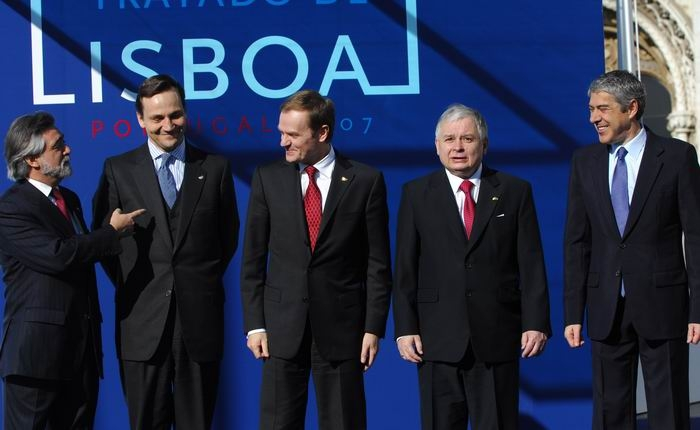
Genom Lissabonfördraget infördes medborgarinitiativet.

Ett förslag om att införa ett europeiskt medborgarinitiativ föreslogs formellt för första gången genom Europeiska konstitutionen. Konstitutionen avslogs emellertid i folkomröstningar i Frankrike och Nederländerna, och kunde därför inte träda i kraft.
Under utarbetningen av Lissabonfördraget inkluderades bestämmelserna om ett europeiskt medborgarinitiativ från det konstitutionella förslaget. När Lissabonfördraget trädde i kraft den 1 december 2009 blev det europeiska medborgarinitiativet möjligt. Enligt unionens fördrag ska dock närmare bestämmelser om medborgarinitiativet klargöras genom en förordning.
Den 31 mars 2010 antog Europeiska kommissionen ett förslag till förordning. Europaparlamentet och rådet påbörjade sin behandling av ärendet under andra halvan av 2010 och antog förordningen den 16 februari 2011. Förordningen publicerades i Europeiska unionens officiella tidning den 11 mars 2011 och trädde i kraft den 1 april 2012.

## Förfaranden

### Krav och kriterier

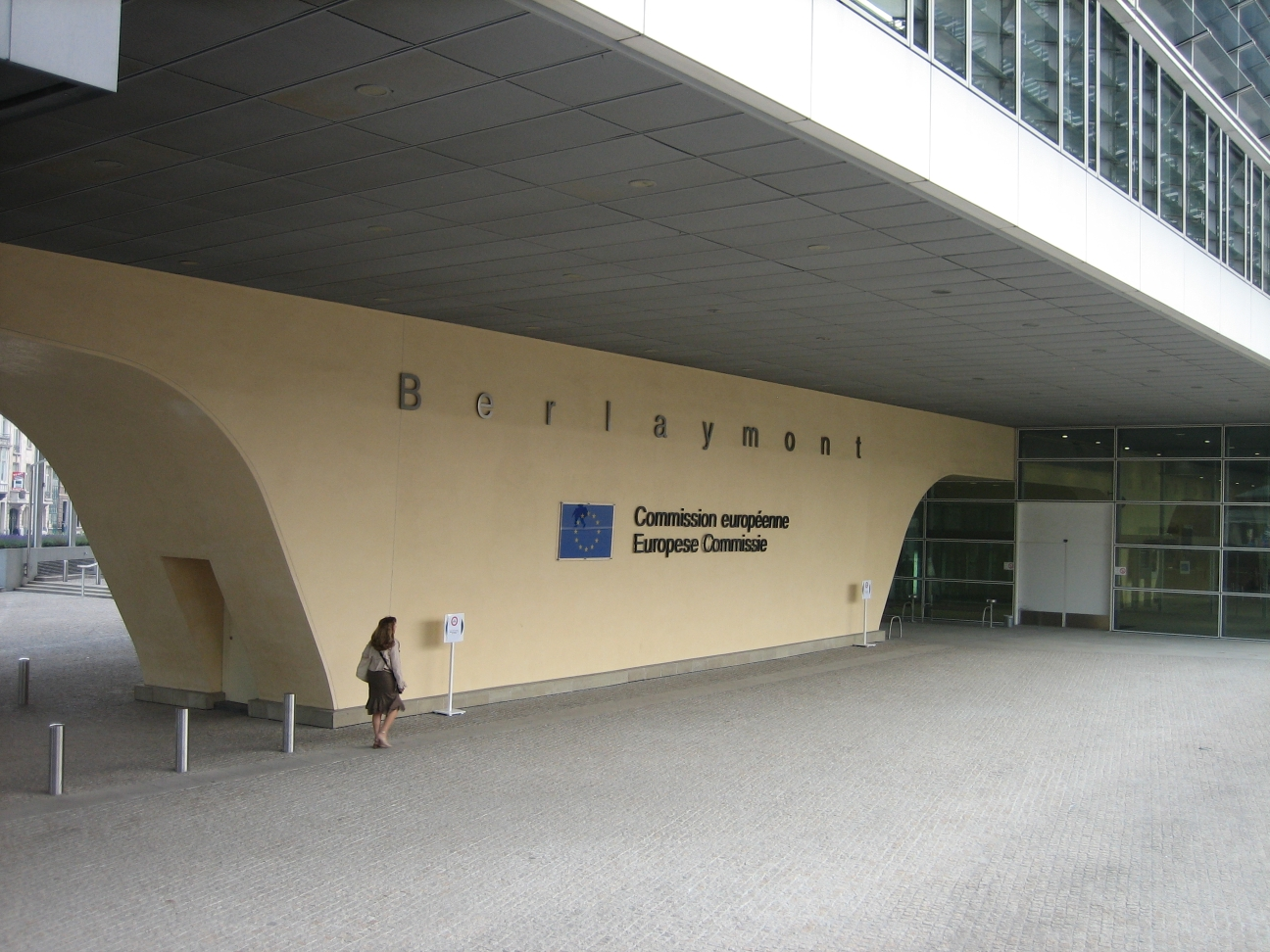
Initiativen måste registreras hos Europeiska kommissionen.

Förordningen om medborgarinitiativet innehåller flera krav och kriterier för att ett medborgarinitiativ ska vara giltigt. Den som organiserar medborgarinitiativet måste vara unionsmedborgare och röstberättigad vid val till Europaparlamentet. Även varje undertecknare av medborgarinitiativet måste uppfylla detta krav.
När initiativet inleds måste det registreras officiellt hos Europeiska kommissionen. Kommissionen ska inom två månader undersöka om initiativtagarna uppfyller kraven. Initiativtagarna har tolv månader på sig att samla ihop tillräckligt många namnteckningar från det att medborgarinitiativet har registrerats hos kommissionen. En undertecknare får endast stödja ett och samma medborgarinitiativ en gång. För att ett medborgarinitiativ ska fullbordas måste det undertecknas av medborgare från 7 medlemsstaterna. Minimiantalet som krävs från denna fjärdedel av medlemsstater motsvarar antalet ledamöter av Europaparlamentet från respektive medlemsstat multiplicerat med 705.

### Genomförande

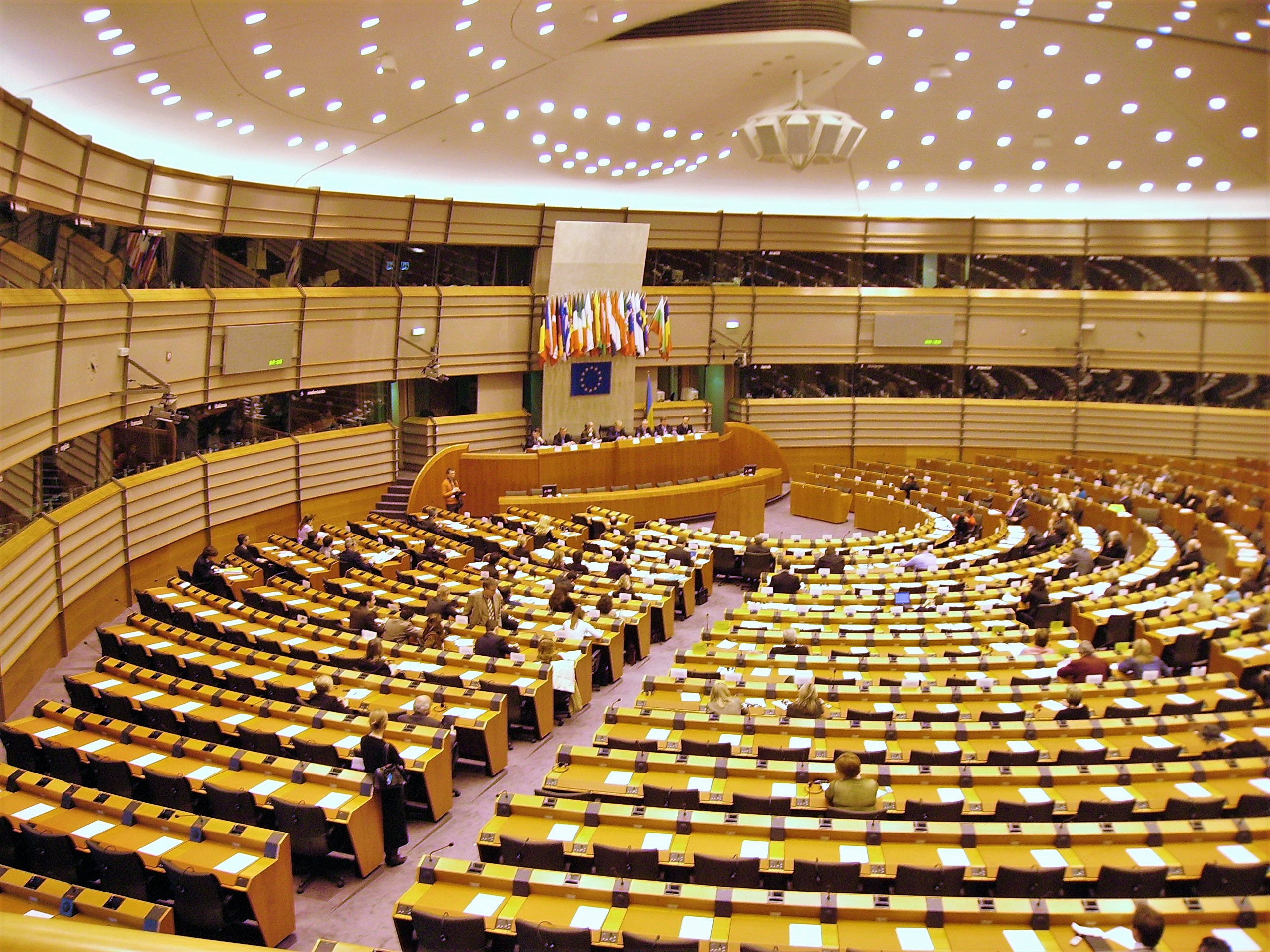
Vart tredje år ska kommissionen avlägga en rapport till parlamentet.

För att kunna genomföra ett medborgarinitiativ, måste initiativtagarna bilda en medborgarkommitté, bestående av minst sju personer som är bosatta i minst sju olika medlemsstater. Organisatörerna ska utse en representant och en suppleant, som fungerar som kontaktpersoner med Europeiska unionens institutioner.
Det är kommissionen som bär huvudansvaret för genomförandet av bestämmelserna kring medborgarinitiativet. Genom en delegeringsordning kan kommissionen ändra de bilagor som är fogade till förordningen om medborgarinitiativet. Det innebär bland annat att kommissionen kan justera minimiantalet för respektive medlemsstat som måste underteckna ett initiativ för att det ska anses stödjas av personer i en viss medlemsstat. Europaparlamentet och Europeiska unionens råd kan emellertid när som helst besluta att återkalla denna delegering. Varje delegeringsbeslut som kommissionen antar, måste också delges parlamentet och rådet.
Senast den 1 april 2015 och därefter vart tredje år måste kommissionen avlägga en rapport till parlamentet och rådet om förordningens tillämpning.

## Implementationer

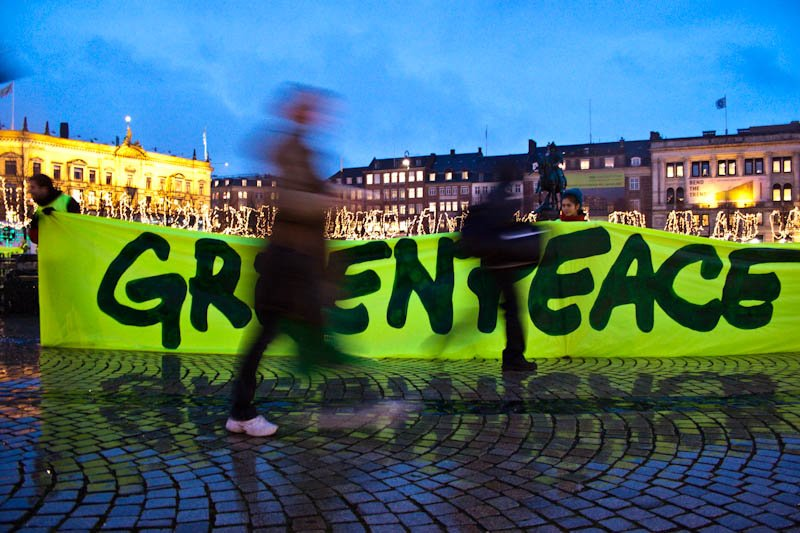
Greenpeace har kampanjat för förbud av GMO inom unionen.

Förordningen som reglerar bestämmelserna om medborgarinitiativet trädde i kraft den 1 april 2012 och det var först då det blev möjligt för unionsmedborgare att initiera medborgarinitiativ på europeisk nivå.
Det hade dock redan förekommit flera inofficiella medborgarinitiativ på europeisk nivå innan dess. Ett av de mest kända och långtgående initierades av den dåvarande Europaparlamentarikern Cecilia Malmström och handlade om Europaparlamentets flytt mellan dess båda säten i Bryssel och Strasbourg. Initiativet lyckades erhålla över en miljon unionsmedborgares namnteckningar. Kampanjen genomfördes dock innan endera av Lissabonfördraget eller förordningen om medborgarinitiativet hade trätt i kraft. Kommissionen svarade dessutom initiativtagarna med att frågan inte låg på deras bord, utan var en befogenhet som utövades med konsensus av medlemsstaternas regeringar.
Därutöver har även exempelvis Greenpeace genomfört en kampanj för att förbjuda genetiskt modifierade organismer inom unionen.

## Lista över medborgarinitiativ
- http://ec.europa.eu/citizens-initiative/public/welcome?lg=sv

Europeiska kommissionen valde av symboliska skäl den 9 maj (Europadagen) 2012 som tidpunkt för offentliggörandet av det första medborgarinitiativet, Fraternité 2020.. Därefter har en rad medborgarinitiativ inletts och i listan nedan visas dessa efter registreringsdatum:
- Fraternité 2020, om EU:s utbytesprogram;[19]
- Right to water, om rätten till rent vatten och priset för detta;[20]
- One of Us, mot användningen av mänskliga embryon i forskningen;[21]
- Stop Vivisection, mot djurexperiment;[22]
- High Quality European Education for All;
- Pour une gestion responsable des déchets, contre les incinérateurs; (Ungefär: För ansvarsfull avfallshantering, mot förbränningsanläggningar)
- Suspension of the EU Climate & Energy Package;
- Central public online collection platform for the European Citizen Initiative;
- European Initiative for Media Pluralism, för mediapluralism;[23]
- Single Communication Tariff Act aka One Single Tariff, on roaming fees;
- Europeiska Medborgares Initiativ för en villkorslös basinkomst, för basinkomst (medborgarlön) i Europa;[24]
- [[End Ecocide in Europe]] För att ge jorden rättigheter;[25][26]
- Let me vote, om rösträtt för utlänningar.
- 30kmh - making streets liveable!, om sänkt hastighet i städer och byar till 30 km i timmen (med undantag som bestäms lokalt);[27]
- Weed like to talk, Om legalisering av cannabis.[28]

I augusti 2021 hade totalt 107 medborgarinitiativ registrerats, varav 82 ansågs uppfylla kraven för att genomföra namninsamling.

### Lagstiftning
- EUROPAPARLAMENTETS OCH RÅDETS FÖRORDNING (EU) nr 211/2011 av den 16 februari 2011 om medborgarinitiativet
- EUROPAPARLAMENTETS OCH RÅDETS FÖRORDNING (EU) 2019/788 av den 17 april 2019 om det europeiska medborgarinitiativet